# Andromeda II
Andromeda II kurz auch And II ist eine spheroidale Zwerggalaxie (dSph) im Sternbild der Andromeda.
Die Galaxie ist etwa 2,22 Millionen Lichtjahre von unserem Sonnensystem entfernt.
Andromeda II ist Mitglied der Lokalen Gruppe und ist ein Satellit der Andromedagalaxie M31, liegt jedoch auch dem Dreiecksnebel M33 sehr nahe, könnte also sowohl Trabant der einen oder der anderen Muttergalaxie sein.
And II wurde von Sidney van den Bergh im Jahr 1970 entdeckt innerhalb einer Durchmusterung mit fotografischen Platten aufgenommen mit dem 1,2 m Oschin-Schmidt-Teleskop des Palomar-Observatoriums in den Jahren 1970 und 1971 zusammen mit Andromeda I, Andromeda III, und der wahrscheinlichen Hintergrundgalaxie Andromeda IV.

## Eigenschaften
Mithilfe des Keck-Teleskops konnten Côté et al. 1999 Spektren von 7 Einzelsternen innerhalb Andromeda II erstellen. Aus diesen Daten ließen sich eine durchschnittliche Radialgeschwindigkeit von vr = (−188 ± 3) km/s und eine Geschwindigkeitsdispersion von (9,2 ± 2,6) km/s ermitteln.
Das ergab eine Masse-Leuchtkraft-Verhältnis von M/Lv = 21 {\displaystyle _{-10}^{+14}} im Vergleich zur Sonne, was einer signifikanten Menge an Dunkler Materie gleichkommt.

Ebenso 1999 konnten Côté, Oke, & Cohen mithilfe des Keck-Teleskops 42 Spektren von Roten Riesen dieser Zwerggalaxie aufnehmen. Daraus konnte man eine durchschnittliche Metallizität von [Fe/H] = −1,47 ± 0,19 und eine Metallizitätsdispersion von 0,35 ± 0,10 herleiten.
Wiederum 1999 ergaben Untersuchungen des Farben-Helligkeits-Diagramms von And II durch Da Costa et al., dass die meisten Sterne dort ein Alter zwischen 6 und 9 Milliarden Jahren hatten.
Trotzdem zeigten die Beobachtungen von RR-Lyrae-Sternen und blauer Sterne am Horizontalast die Existenz einer Population mit einem Alter größer als 10 Milliarden Jahren.
And II unterscheidet sich von Andromeda I durch Nichtvorhandensein eines radialen Gradienten in der Morphologie im Horizontalast. Auch ist die Dispersion der Metallhäufigkeiten hier signifikant größer als in And I. Dies impliziert eine fundamental unterschiedliche Entwicklung dieser beiden Satelliten des Andromedanebels. Auch wirft es die Frage auf, ob ein Zusammenhang zwischen radialem Gradienten des Horizontalasts und der Metallizitätsdispersion bei spheroidalen Zwerggalaxien existiert.

## Weiteres
- Liste der Satellitengalaxien von Andromeda
- Andromedagalaxie